# Lebaniwaras
Lebaniwaras is een bestuurslaag in het regentschap Gresik van de provincie Oost-Java, Indonesië. Lebaniwaras telt 3025 inwoners (volkstelling 2010).